# اعتراضات ۱۳۹۵ آرامگاه کوروش بزرگ
اعتراضات آرامگاه کوروش بزرگ یک اعتراض در ایران در سال ۲۰۱۶ بود که در آرامگاه کوروش بزرگ در روز کوروش بزرگ رخ داد.
این اعتراض به دلیل فساد دولتی و مخالفت با حاکمیت اسلامی آغاز شد. این اعتراض در روز بزرگ کوروش در آرامگاه کوروش بزرگ به عنوان جشن شکوه ایران پیش از اسلام برگزار شد. دولت ایران با به زندان انداختن برگزارکنندگان و معترضین این رویداد و همچنین ممنوعیت روز کوروش بزرگ در سالهای بعد به این اقدام واکنش نشان داد. این اعتراض پس از پیامدهای انتخابات ریاست‌جمهوری دهم ایران بزرگترین اعتراض در ایران بود. این تجمع اعتراض‌آمیز را خاستگاه ایدئولوژی خیزش‌های واپسین مانند دی ۹۶ و آبان ۹۸ میدانند چرا که سکولار ناسیونالیسم، عدالت گرایی و استبدادستیزی، ضد تبعیض و ضد تحقیر بودن (که ایدئولوژی اعتراضات دی ۹۶ یا آبان ۹۸ دانسته میشد) در بسیاری از شعارها حس میشد.

## زمینه
این اعتراضات ناشی از نادیده گرفتن نام‌آوران ایران باستان و نام‌آوران ایران‌دوست پس از اسلام  توسط جمهوری اسلامی بود و خواستار ستایش و پاسداری از کیستی و فرهنگ ملی ایران در برابر مولفه‌های عربی_اسلامی بودن و ستودن پادشاهی پهلوی که بر میراث ملی_تاریخی تاکید می‌کرد و نارضایتی مردم از حکومت اسلامی ایران که از همان روز نخست حکمرانی خود به دنبال کمرنگ کردن احساسات ملی گرایی و میهن پرستی ایرانیان بود.

## شعارها و روش‌ها
شعارهایی که معترضان می‌دادند شامل «ما آریایی هستیم، عرب نمی‌پرستیم»، «همش میگن دست خداست، هرچی بلاست از عربهاست» و «ایران کشور ماست، کوروش پدر ماست»، قانون روحانیت مترادف تنها با استبداد، فقط جنگ است و «آزادی اندیشه با ریش صورت نمی‌گیرد» و «نه غزه نه لبنان جانم فدای ایران» بودند. بسیاری از شعارها، خاندان پهلوی پیشین را ستایش و اعتراض خود را در حمایت از سلطنت گذشته ایران بر شاه پیشین اعلام کردند که با انقلاب ۱۳۵۷ سقوط کرد. شعار دیگر «تولدت مبارک، ای شاهزاده» بود که به پسر محمدرضا پهلوی اشاره داشت.
.

## واکنش دولت
سازمان‌دهندگان اعتراض به دستور دولت دستگیر شدند. ایرانیان از برگذاری جشن روز کورش بزرگ در پاسارگاد، مکان آرامگاه کوروش بزرگ ممنوع شدند. با این وجود هزاران نفر از ایرانیان از در سال‌های بعد بازگشتند.
سال‌ها پس از رخداد سال ۲۰۱۶، جمعیتی از مردم سعی در بازگشت به تجمع در آرامگاه برای روز کوروش بزرگ داشتند، اما پلیس استان و سپاه پاسداران ایران همه مسیرهای مکان باستانی را مسدود کردند. همچنین گزارش‌هایی مبنی بر بودن نیروهای دولتی با لباس شخصی برای کتک زدن کسانی که برای بازدید از این مکان آمده بودند وجود داشت.